# Campionati del mondo di ciclismo su strada 2024 - Gara in linea femminile Elite
La sessantaquattresima edizione della gara in linea femminile Elite dei Campionati del mondo di ciclismo su strada si svolse il 28 settembre 2024, con partenza da Uster e arrivo a Zurigo, in Svizzera, su un percorso iniziale ed un circuito finale da ripetere 3 volte per un totale di 154,1 km. La vittoria fu appannaggio della belga Lotte Kopecky, che completò il percorso in 4h05'26", alla media di 37,672 km/h, precedendo la statunitense Chloé Dygert e l'italiana Elisa Longo Borghini.
Sul traguardo di Zurigo 81 cicliste, delle 193 partite da Uster, hanno portato a termine la competizione.

## Squadre e corridori partecipanti
| N.      | Cod. | Squadra       |
| ------- | ---- | ------------- |
| 1-8     | BEL  | Belgio        |
| 9-15    | USA  | Stati Uniti   |
| 16-22   | NED  | Paesi Bassi   |
| 23-29   | ITA  | Italia        |
| 30-36   | POL  | Polonia       |
| 37-43   | FRA  | Francia       |
| 44-49   | AUS  | Australia     |
| 50-55   | GBR  | Regno Unito   |
| 56-61   | SUI  | Svizzera      |
| 62-67   | ESP  | Spagna        |
| 68-73   | AUT  | Austria       |
| 74-79   | DEU  | Germania      |
| 80-82   | NZL  | Nuova Zelanda |
| 83-88   | DNK  | Danimarca     |
| 95-99   | NOR  | Norvegia      |
| 100     | MAU  | Mauritius     |
| 101-103 | LUX  | Lussemburgo   |
| 104-107 | COL  | Colombia      |
| 108-111 | RSA  | Sudafrica     |
| 112-113 | UZB  | Uzbekistan    |
| 114-115 | HUN  | Ungheria      |
| 116     | CHI  | Cile          |
| 117-119 | SVN  | Slovenia      |
| 120-122 | CHN  | Cina          |
| 123-125 | IRL  | Irlanda       |
| 126-127 | INA  | Indonesia     |
| 128-129 | HKG  | Hong Kong     |
| 130-132 | CZE  | Rep. Ceca     |
| 133     | THA  | Thailandia    |
| 134     | BRA  | Brasile       |
| 135     | CYP  | Cipro         |
| 136-138 | UKR  | Ucraina       |
| 139     | NAM  | Namibia       |
| 141-143 | SWE  | Svezia        |

| N.      | Cod. | Squadra                   |
| ------- | ---- | ------------------------- |
| 144-146 | RWA  | Ruanda                    |
| 147-149 | ECU  | Ecuador                   |
| 150     | LTU  | Lituania                  |
| 151     | SRB  | Serbia                    |
| 152-154 | MEX  | Messico                   |
| 155-157 | JPN  | Giappone                  |
| 158-159 | POR  | Portogallo                |
| 160     | VEN  | Venezuela                 |
| 161     | LAT  | Lettonia                  |
| 162     | UAE  | Emirati Arabi Uniti       |
| 163-164 | EST  | Estonia                   |
| 165     | MAR  | Marocco                   |
| 167     | GRE  | Grecia                    |
| 168     | SVK  | Slovacchia                |
| 169-170 | ISR  | Israele                   |
| 171     | PAR  | Paraguay                  |
| 172     | URY  | Uruguay                   |
| 173     | ESA  | El Salvador               |
| 174     | HON  | Honduras                  |
| 175-177 | BGR  | Bulgaria                  |
| 178     | ERI  | Eritrea                   |
| 179     | TTO  | Trinidad e Tobago         |
| 180-181 | ROU  | Romania                   |
| 182     | BEN  | Benin                     |
| 183-184 | TUR  | Turchia                   |
| 185-186 | AFG  | Afghanistan               |
| 187     | ARG  | Argentina                 |
| 188     | BDI  | Burundi                   |
| 189-190 | BOL  | Bolivia                   |
| 191-193 | MGL  | Mongolia                  |
| 194     | EOR  | Atleti Olimpici Rifugiati |
| 196     | MLT  | Malta                     |
| 197     | AZE  | Azerbaigian               |

## Ordine d'arrivo (Top 10)

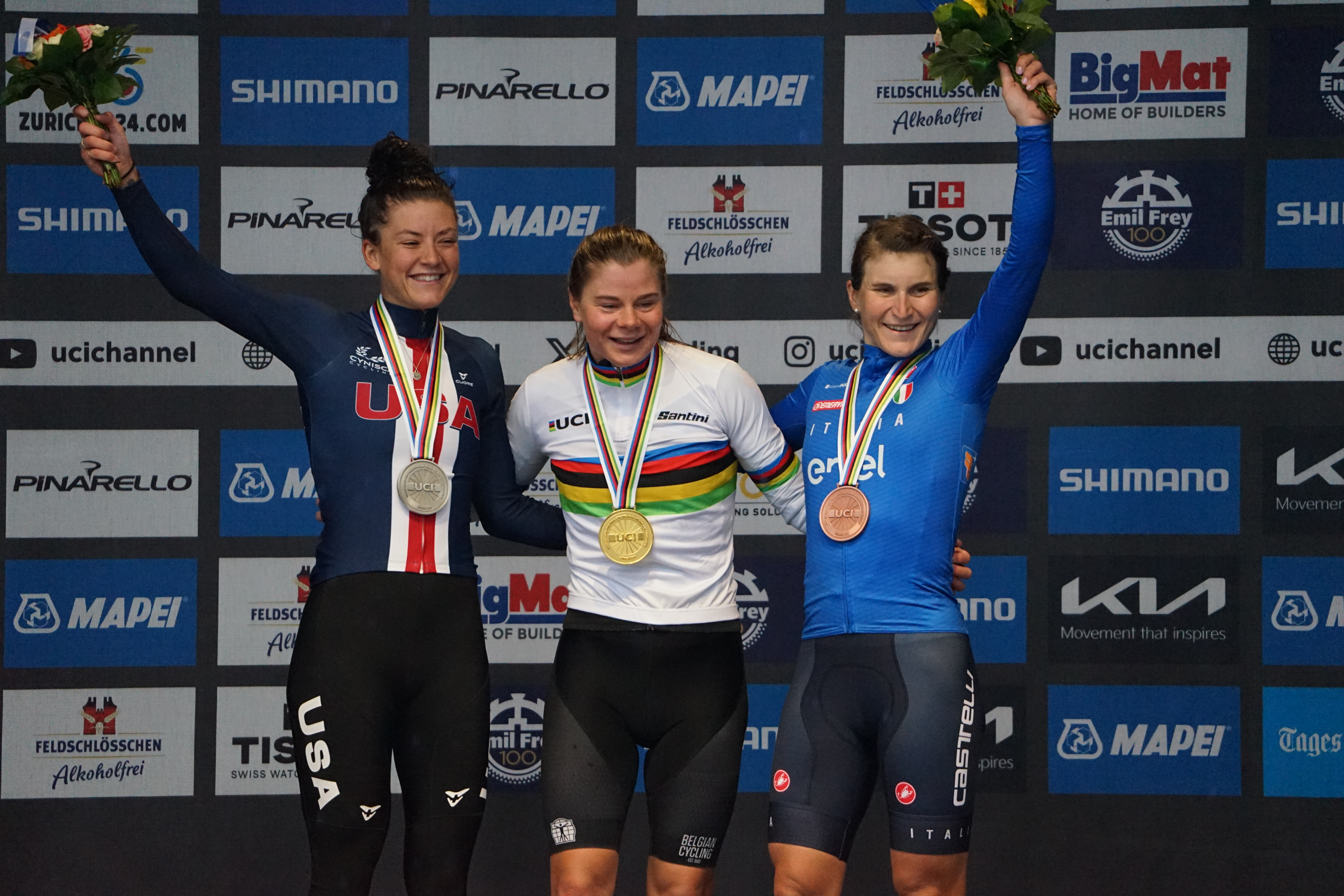
Il podio

| Pos. | Corridore            | Squadra     | Tempo    |
| ---- | -------------------- | ----------- | -------- |
| 1    | Lotte Kopecky        | Belgio      | 4h05'26" |
| 2    | Chloé Dygert         | Stati Uniti | s.t.     |
| 3    | Elisa Longo Borghini | Italia      | s.t.     |
| 4    | Liane Lippert        | Germania    | s.t.     |
| 5    | Demi Vollering       | Paesi Bassi | s.t.     |
| 6    | R. Roseman-Gannon    | Australia   | s.t.     |
| 7    | Justine Ghekiere     | Belgio      | a 1'06"  |
| 8    | Marianne Vos         | Paesi Bassi | s.t.     |
| 9    | Riejanne Markus      | Paesi Bassi | s.t.     |
| 10   | Kata Blanka Vas      | Ungheria    | a 3'00"  |